# Francisco Pina
Francisco Pina Cuenca (La Puebla de Híjar, Provincia de Teruel, Aragón, 1951) es un político español, fue alcalde de Binéfar (Huesca).

## Biografía
Ingeniero técnico industrial residente en Huesca, miembro del Partido Socialista Obrero Español, ha sido secretario de organización del Partido de los Socialistas de Aragón. En las primeras elecciones municipales democráticas tras la dictadura franquista fue elegido Alcalde de Binéfar, cargo que ocupó hasta 1984, cuando se incorporó como diputado en las Cortes de Aragón, en las que ocupa escaño en las siete legislaturas desde 1983 hasta 2011. Además de portavoz del Grupo Parlamentario Socialista, ha ocupado distintos puestos en la Mesa de las Cortes.
Fue elegido Presidente de las Cortes de Aragón en 2003, cargo que ocupó hasta 2011 cuando fue sustituido por José Ángel Biel.

## Cargos desempeñados
- Alcalde de Binéfar (1979-1984).
- Diputado por Huesca en las Cortes de Aragón (1983-2011).
- Vicepresidente primero de las Cortes de Aragón (1987-1991).
- Secretario segundo de las Cortes de Aragón (1991-1995).
- Portavoz del Grupo Socialista en las Cortes de Aragón (1999-2003).
- Presidente de las Cortes de Aragón (2003-2011).